# Alessandro Rak
Pour les articles homonymes, voir Rak.
Alessandro Rak (né à Naples en 1977) est un réalisateur de films d'animation, régisseur et auteur de bandes dessinées italien.

## Biographie
Alessandro Rak dessine dès son enfance. Il se concentre dans un premier temps sur les bandes dessinées et l'illustration avant de s'intéresser à l'animation, qu'il étudie au Centre expérimental de cinématographie de Rome. Après avoir obtenu son diplôme, il donne des cours d'illustration à l'Ecole Italienne de bande dessinée. En 2001, il commence à travailler avec son ami et collègue Andrea Scoppetta, avec qui il réalisera de nombreux projets. Ils créent ensemble cette même année le studio d'animation Rak&Scop.
De 2001 à 2011, il expose à la Not Gallery, publie plusieurs bandes dessinées et livres illustrés, dont Ark, Bye Bye Jazz, A Sketelon Story et le storyboard du film La volpe a tre zampe de Sandro Dionosio. Il est également le directeur artistique de nombreux projets d'animation comme par exemple la série télévisée Il piccolo Sansereno e il misterio dell'uovo di Virgilio et le clip vidéo Kanzone su Londra du groupe italien 24 Grana. Le film d'animation L'arte della felicità, sorti en 2013, est son premier long métrage. Il est présenté à de nombreux festivals internationaux comme le Festival international du film d'animation d'Annecy 2014, le Festival de Raindance 2013, le Festival international du film d'animation de Bruxelles ou l'Expotoons 2014 de Buenos Aires.

## Filmographie partielle

### Comme réalisateur
- 2013 : L'arte della felicità
- 2014 : Donna Maria, court métrage
- 2017 : Gatta Cenerentola
- 2021 : Yaya e Lennie: The Walking Liberty

### Comme scénariste
- TBA : Sono ancora vivo[3]

## Bandes dessinées

### En tant qu'auteur de bandes dessinées
- Ark (2004)
- Zero or One (2005)
- Bye Bye Jazz (2006)
- A Skeleton Story (2007)